# Ratpenat de sacs alars leucòpter
El ratpenat de sacs alars leucòpter (Peropteryx leucoptera) és una espècie de ratpenat de la família dels embal·lonúrids que es troba a Sud-amèrica. El seu nom específic, leucoptera, significa ‘alablanc’ en llatí.